# Diversidad sexual en Australia
El reconocimiento y los derechos de individuos y parejas lesbianas, gays, bisexuales, personas transgénero e Intersexuales (LGBTI) en Australia se encuentra entre los más avanzados del mundo. El matrimonio igualitario y la adopción homoparental son legales en Australia a nivel nacional desde 2017. Las leyes relativas a la actividad sexual se aplican igualmente a la actividad homosexual y heterosexual en todos los estados y territorios australianos.
Australia ha sido mencionado como uno de los países más amigables del mundo con las personas LGBT, con encuestas recientes que indican que la gran mayoría de los australianos apoyan el matrimonio entre personas del mismo sexo. Debido a su larga historia en lo que respecta a los derechos LGBT y su festival anual de tres semanas de duración llamado Mardi Gras, Sídney ha sido nombrada una de las ciudades más amigables con los homosexuales en el país y en el mundo.

## Terminología
Desde la década de 2010 en Australia, el término LGBTI está siendo cada vez más utilizado en lugar de solo LGBT, donde la "I" representa a las personas intersexuales. Existen organizaciones como la Alianza Nacional de Salud LGBTI y distintos medios comunitarios que incluyen a personas intersexuales para referirse al colectivo LGBT. También se emplean términos como LGBTQI y LGBTQIA, donde la "A" se refiere a las personas asexuales y la "Q" a las personas queer. Según el Manual de Estilo Commonwealth de 2020, las agencias gubernamentales australianas utilizan tanto los acrónimos LGBTI como LGBTIQ+ y, en el ámbito legal y de políticas, los escritores suelen utilizar "SOGIESC" (orientación sexual, identidad y expresión de género y características sexuales). Algunos políticos de extrema derecha, como Bob Katter, Pauline Hanson y Mark Latham, han criticado los acrónimos más largos, prefiriendo simplemente LGBT por considerarlos demasiado extensos.

## Historia de los derechos LGBT en Australia

### Inmigración y patrocinio
En 1985, se introdujeron cambios en el Acta de Migración de 1958 (Cth) debido a la presión de la Fuerza de Tarea de Inmigración de Gais y Lesbianas (GLITF. por sus siglas en inglés). Una visa de interdependencia fue creada específicamente para parejas del mismo sexo, permitiendo a los ciudadanos australianos y residentes permanentes de patrocinar a sus parejas del mismo sexo a Australia. A diferencia de las parejas casadas, de facto y socios interdependientes deben ser capaces de demostrar una relación de doce meses comprometidos. Las visas temporales y permanentes (subclases 310 y 110) permiten que el solicitante pueda vivir, trabajar, estudiar y recibir los beneficios de Medicare en Australia.

### Acta de Seguridad Social de 1991
A partir del 1 de julio de 2009 los cambios en la legislación significará que los clientes que están en una relación con alguien del mismo sexo de facto serán reconocidos como asociados de Centrelink y con fines de asistencia familiar de Office. Todos los clientes que se evalúan como un miembro de una pareja tendrán su tasa de pago calculada en la misma forma.

### Herencia y derechos de propiedad
Sin las protecciones automáticas legales que las parejas casadas reciben bajo la ley con respecto a heredar los bienes de sus parejas, las parejas del mismo sexo han tenido que tomar acciones legales específicas. Los individuos no tienen derecho a una pensión parcial si su pareja del mismo sexo fallece. Las parejas gay y de facto que se separan no tenían los mismos derechos de propiedad que las parejas casadas bajo la ley federal y están obligados a recurrir a los tribunales estatales más caros, en lugar de la Corte de Familia, para resolver disputas. El proyecto de concesión de derechos equivalentes a los gais y parejas de facto había sido objeto de debate desde 2002, y todos los estados con el tiempo se pusieron de acuerdo, pero el cambio fue bloqueado porque el gobierno de John Howard insistió en la exclusión de parejas del mismo sexo.
En junio de 2008, el gobierno de Rudd presentó la enmienda «Ley de Familia» (cuestiones financieras y otros asuntos de facto) en 2008 para permitir que las parejas del mismo sexo y de facto tengan acceso a la Corte Federal de la Familia en materia de propiedad y mantenimiento, en lugar de la Corte Suprema del estado. Esta reforma no era parte de las 100 medidas de igualdad prometidas por el Gobierno, pero derivan de un acuerdo de 2002 entre los estados y territorios que el Gobierno anterior de Howard no cumplió. Enmiendas realizadas por la Coalición al proyecto de ley fracasaron y fue aprobado en noviembre de 2008.

## Antidiscriminación y reconocimiento legal

### A nivel federal
Las relaciones del mismo sexo están legalmente reconocidas en la legislación federal, y gozan de una amplia gama de derechos, pero las leyes federales (de la mancomunidad) no permiten que parejas del mismo sexo contraigan matrimonio legalmente.
Australia no exhaustiva prohibir la discriminación basada en la orientación sexual en el ámbito federal. Sin embargo, en respuesta al acuerdo de Australia para aplicar el principio de no discriminación en el empleo y la ocupación en virtud del Convenio de la Organización Internacional del Trabajo N º 111 (ILO 111), el Acta de los Derechos Humanos y la Comisión de Igualdad de Oportunidades (HREOC, por sus siglas en inglés) estableció la HREOC en 1986 y faculta para investigar las denuncias de discriminación en el empleo y la ocupación por diversos motivos, incluida la orientación sexual, y para resolver dichas quejas mediante conciliación. De no poder conciliarse, la Comisión elabora un informe al procurador general, el cual lo presenta en el Parlamento. La discriminación laboral por razón de la «preferencia sexual» también resulta ilícita en el «Fair Work Act» de 2009 permitiendo que las quejas sean presentadas al defensor del pueblo.
El Acta de los Derechos Humanos (conducta sexual) de 1994 proporcionó que la conducta sexual que involucrase sólo a adultos que consienten (18 años o más) actuando en privado no serían objeto de injerencias arbitrarias por parte de la policía. Esto se aplica a todas las leyes de la mancomunidad, estado o territorio.
A finales de 2010, el gobierno laborista de Julia Gillard anunció que se está llevando a cabo una revisión de las leyes federales contra la discriminación, con el objetivo de introducir una ley de igualdad única que incluye la orientación sexual e identidad de género.

#### Servicio militar
La Fuerza de Defensa Australiana (ADF "'Australian Defence Force") puso fin a su prohibición a los miembros abiertamente gais o lesbianas que sirven en las fuerzas armadas. La ADF también reconoce las "relaciones de interdependencia", que incluyen relaciones del mismo sexo, con respecto a los beneficios disponibles para los miembros en servicio activo. Esto significa unos beneficios igualitarios en materia de vivienda, pasando estipendios, asistencia educativa y las licencias. Para ser reconocido como interdependientes, las parejas del mismo sexo tendrán que demostrar que tienen una "estrecha relación personal" que implica la ayuda interna y financiera. La ADF también da el mismo acceso a los beneficios de la jubilación y fallecimiento para parejas del mismo sexo. Bajo la Ley de la Comisión de Derechos Humanos de 1986, la discriminación o el acoso por razón de la orientación sexual, ya sea la heterosexualidad, homosexualidad o bisexualidad, está prohibida. A los miembros de la ADF o empleados de APS no se les pregunta acerca de su orientación sexual u orientación sexual alegada, de manera negativa tomada en consideración en la promoción, publicación o decisiones de desarrollo profesional.
El DEFGLIS (Fuerza de Defensa Servicio de Información de Gais y Lesbianas, por sus siglas en inglés) es una organización no oficial de miembros reservados, regulares y civiles de la Organización de Defensa Australiana (ADO) quienes son gais, lesbianas, bisexuales, intersexuales y transgénero (GLBIT) y aliados.

#### Propuestas de Unión Civil

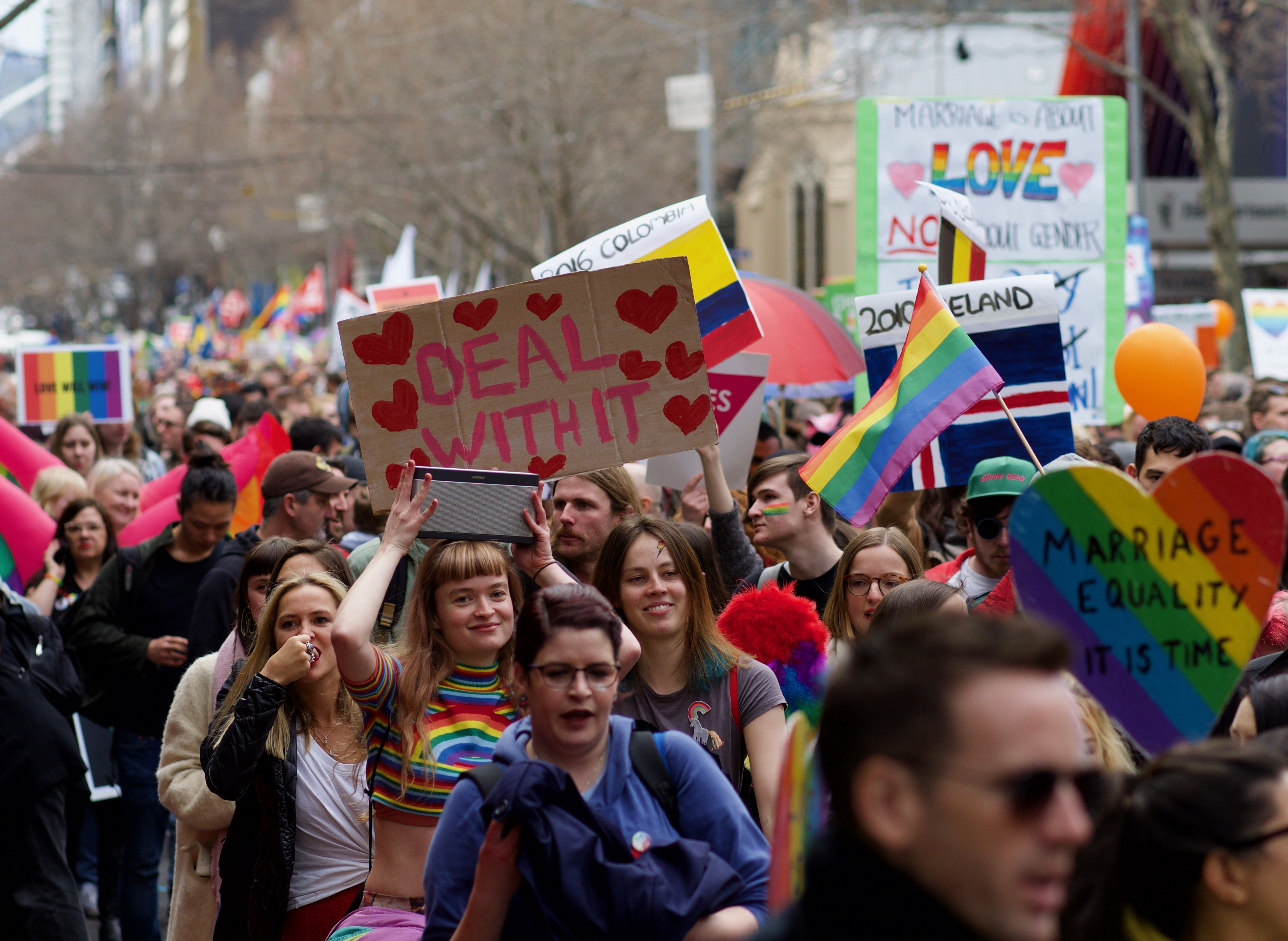
Manifestación en Melbourne por el Matrimonio Igualitario en 2017

Tras la legalización en el Reino Unido de las uniones civiles entre personas del mismo sexo en diciembre de 2005, el primer ministro John Howard dijo que se opondría a la legislación que concede uniones civiles similares en Australia.
En 2006 el gobierno del Territorio de la Capital Australiana, encabezado por el ministro Jon Stanhope, legisló a las uniones civiles entre personas del mismo sexo dentro del TCA. La legislación fue derogada por el gobierno federal con Philip Ruddock diciendo que Stanhope fue deliberadamente cebo ellos. Ruddock ha recibido críticas por parte del Partido Verde, pero afirmó que la política del TCA no fue por las uniones civiles, sino para el matrimonio que fue legalmente definido dentro de la ley «The Marriage Legislation Amendment Bill».
En Australia, los celebrantes civiles llevan a cabo ceremonias de compromiso para que las parejas de gais y lesbianas puedan participar en una ceremonia para reconocer su amor y su unión. El gobierno federal, sin embargo, ha introducido un sistema de registro mediante el cual los celebrantes interesados deben someterse a la aprobación del gobierno, la formación acreditada y cumplir con los criterios específicos establecidos por el Departamento del Fiscal General para ser declarados "personas idóneas" para ocupar el cargo de "matrimonio celebrante". Bajo las nuevas reglas un celebrante registrado no se le tiene permitido realizar ceremonias de compromiso jurídicamente vinculantes para las parejas del mismo sexo, aunque pueden realizar ceremonias jurídicamente vinculantes ilegales, siempre y cuando, tanto la pareja como los asistentes, no tengan la ilusión de que la ceremonia es legalmente un matrimonio.

### A nivel estatal y territorial
En los niveles estatales y territoriales, hay alguna forma de reconocimiento de parejas del mismo sexo, sobre todo al ser consideradas como relaciones de hecho.
Las parejas del mismo sexo, en el Territorio de la Capital Australiana (TCA), Nueva Gales del Sur, Queensland, Tasmania y Victoria pueden entrar en una "relación social" (llamadas "uniones civiles" en el TCA y Queensland y "relaciones significativas" en Tasmania). Esto proporciona una prueba concluyente de la existencia de la relación, obteniendo con ello los mismos derechos otorgados a las parejas de hecho bajo la ley estatal y federal sin tener que demostrar ninguna prueba fáctica adicional de la relación. De esta manera, una relación registrada es similar a una unión registrada o unión civil en otras partes del mundo. En Australia Meridional, las parejas del mismo sexo pueden probar su relación a través de un acuerdo, conocido como el Acuerdo de Asociación Doméstica. En Australia Occidental, Isla Norfolk y el Territorio del Norte, las parejas del mismo sexo a menudo tienen que ir a la corte para probar que existe una relación.
La incapacidad de las parejas del mismo sexo en tener pruebas concluyentes de sus relaciones puede hacer que sea difícil para ellos tener acceso a los derechos que les reconoce la ley. En noviembre de 2007, con el Partido Laborista ganando un gran número de escaños en todos los niveles de gobierno, el debate sobre las uniones civiles fue reintroducido.
Todos los estados y territorios de Australia (a excepción de Queensland), tienen una legislación sobre la edad de consentimiento que se aplica por igual sin tener en cuenta si los participantes son hombres o mujeres, del mismo sexo o del sexo opuesto. Todos los estados, los territorios y a nivel federal están en la edad de 16 años, a excepción de Tasmania y Australia Meridional, donde es de 17 años. La edad de consentimiento en Queensland es de 16 años, sin embargo, todavía tiene una "ley de sodomía" en sus estatutos que data de 1990, la cual castiga el sexo anal que involucre a cualquier persona menor de 18 años con hasta 14 años de prisión.
|                                      | Estatus oficial de la relación                   | Legislación antidiscriminación | Legislación pendiente |
| ------------------------------------ | ------------------------------------------------ | ------------------------------ | --- |
| Territorio de la Capital Australiana | Matrimonio (a partir del 8 de diciembre de 2013) | Sí                             | – |
| Nueva Gales del Sur                  | Asociación doméstica (registro)                  | Sí                             | – |
| Territorio del Norte                 | Definido como 'De facto', no registrado          | Sí                             | – |
| Queensland                           | Asociación civil                                 | Sí                             | – |
| Australia Meridional                 | Asociación doméstica (acuerdo)                   | Sí                             | Proyecto de ley de Enmienda de Tratamiento de reproducción asistida (Igualdad de acceso) 2012 Proyecto de ley de Enmienda de Igualdad de Matrimonio 2012 Civil Partnership Bill |
| Tasmania                             | Asociación registrada (registro)                 | Sí                             | – |
| Victoria                             | Asociación doméstica (registro)                  | Sí                             | – |
| Australia Occidental                 | Definido como 'De facto', no registrado          | Sí                             | – |

## Aspectos sociales
En el año 2020, el Instituto de Investigación Social y Económica Aplicada de Melbourne, financiado por el Departamento de Servicios Sociales del gobierno federal, llevó a cabo una encuesta que comparó el riesgo y la experiencia de la falta de vivienda basándose en identidades sexuales seleccionadas (heterosexual, lesbiana, gay y bisexual). Los resultados revelaron que las personas LGBT+ eran más propensas que las personas heterosexuales a informar que habían dejado su hogar durante la adolescencia. Además, tenían más probabilidades de haber experimentado conflictos, abusos y privaciones en sus familias de origen, incluyendo amenazas de daño por parte de alguien dentro del entorno familiar, falta de alimentación y vivienda adecuadas durante la infancia, altos niveles de abuso sexual en la niñez y la experiencia temprana del divorcio de sus padres.

#### Comunidad indígena LGBTI
Las personas aborígenes y de las Islas del estrecho de Torres que se identifican con un género diverso o transgénero son comúnmente conocidas como "sistergirls" y "brotherboys". La aceptación de estas identidades varía según cada comunidad y sus líderes. En 2015, Dameyon Bonson fundó Black Rainbow, un servicio de apoyo para la salud mental y prevención del suicidio dirigido a los australianos indígenas LGBTI. Esto se debe a que estas personas a menudo enfrentan una doble discriminación debido al racismo y la homofobia/transfobia, y tienen una tasa de suicidio 45 veces mayor que la población general.